# Крона Фиуме
Крона Фиуме (итал. corona Fiumana) — денежная единица Фиуме в 1919—1920 годах.

## История
После распада Австро-Венгерской империи Австро-Венгерский банк, находившийся в совместном управлении Австрии и Венгрии, продолжал эмиссию австро-венгерской кроны, которая оставалась общей валютой Австрии, Венгрии, Чехословакии и обращалась на территориях, вошедших в состав других стран. Однако в 1919 году новые государства приступили к созданию национальных кредитно-денежных систем.
В январе 1919 года на бывших территориях Австро-Венгрии, вошедших в состав Королевства сербов, хорватов и словенцев, было произведено штемпелевание банкнот Австро-Венгерского банка. В марте того же года штемпелевание банкнот произвели Чехословакия и Австрия.
По решению Итальянского национального совета (правительства Фиуме) 18 апреля 1919 года было произведено штемпелевание австро-венгерских банкнот двумя видами круглых штемпелей — с савойским гербом и с надписью «CITTA DI FIUME». После захвата города в сентябре 1919 года итальянскими националистами и прихода к власти правительства Д’Аннунцио была выпущена новая серия банкнот Австро-Венгерского банка с прямоугольным штампом 45×60 мм с надписью «CITTA DI FIUME. INSTITUTO CREDITO del CONSIGLIO NAZIONALE».
Крона Фиуме была денежной единицей Фиуме до 26 сентября 1920 года, когда новой валютой была объявлена итальянская лира. Крона, однако, ещё несколько лет находилась в обращении. 24 февраля 1924 года королевским декретом была установлена дата и курс изъятия кроны из обращения — 30 апреля 1924 года, 1 крона = 0,40 лиры.